# 亞們

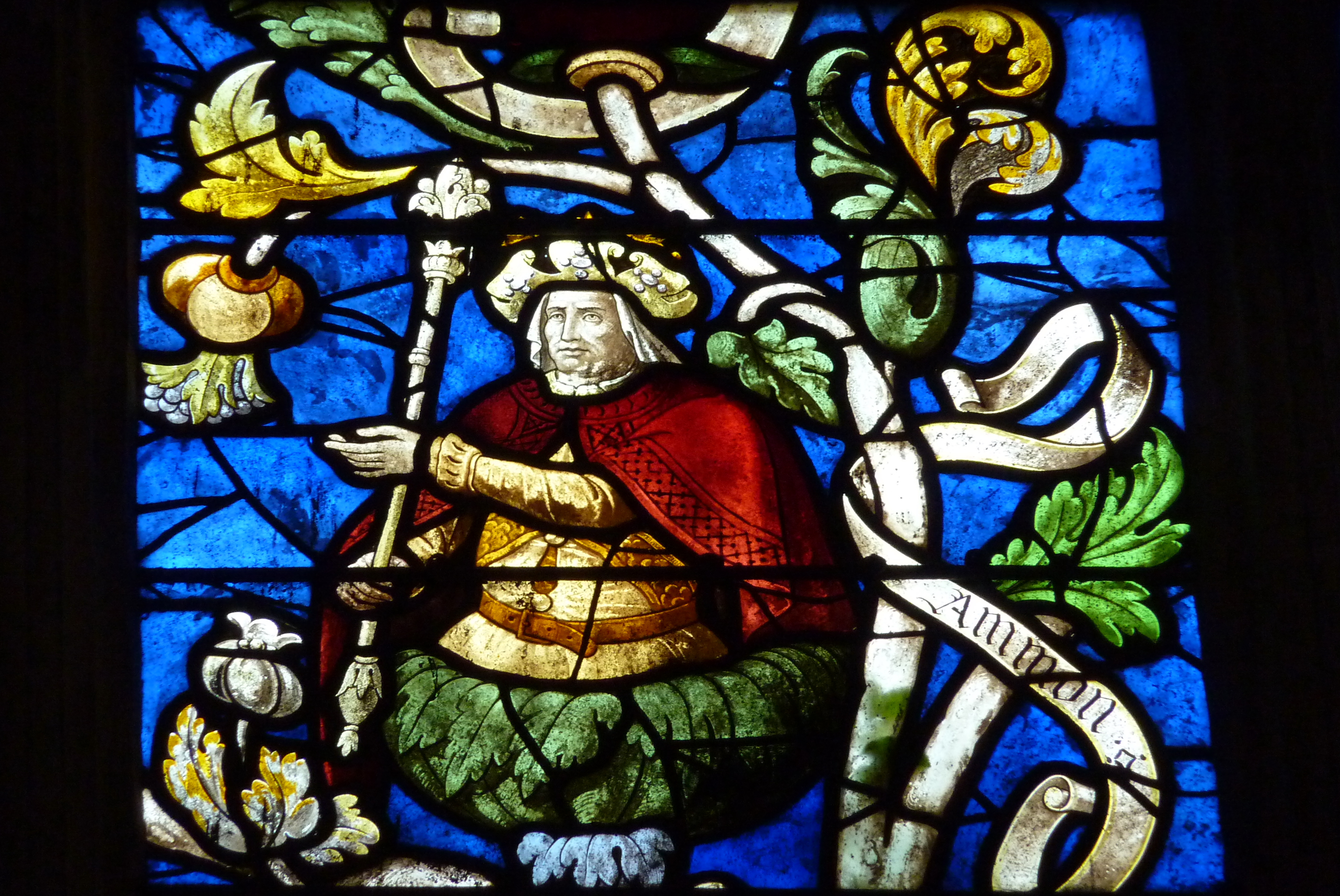
亞們畫像

亞們（希伯來語：אמון，前664年—前641年）天主教譯為阿孟，是古代中東國家南猶大王國的第十五任君主。他的父親是瑪拿西，母親是王后米書利密（Meshullemeth），妻子是亞大雅的女兒耶迪大（Jedidah）。猶大王國在他在位時恢復了偶像崇拜，所以被認為是一位邪惡的君主。他也是耶穌的祖先之一。

## 登年早期
亞們在位的年期，目前歷史上有兩種講法：
1. 費毅榮（英语：Edwin R. Thiele）認為是從前643年到前641年；
2. 威廉·奧爾布賴特（英语：William F. Albright）認為是從前642年到前640年。

## 聖經相關章節
- 《列王紀下》第21章19-26節
- 《歷代志下》第33章21-25節